# William Horwood (funzionario)
Sir William Thomas Francis Horwood (Broadwater, 9 novembre 1868 – West Mersea, 16 novembre 1943) è stato un generale e poliziotto britannico.

## Biografia
A 20 anni, venne inquadrato nel reggimento di cavalleria 5th Royal Irish Lancers. Durante la prima guerra mondiale, venne inviato in Francia come vice-assistente all'aiutante maggiore del Ministero della Guerra. Ottenne varie menzioni di merito e venne premiato con il Distinguished Service Order (4 giugno 1917) e con la nomina a Compagno Cavaliere dell'Ordine del Bagno (1º gennaio 1919).
Venne poi insignito della Croce di guerra francese e belga e nominato Ufficiale della Legion d'onore dalla Francia, Ufficiale dell'Ordine di Leopoldo e dell'Ordine della Corona dal Belgio, Commendatore di seconda classe dell'Ordine del Dannebrog dalla Danimarca, Membro di Seconda classe dell'Ordine del Sol Levante dal Giappone, Gran Cordone dell'Ordine della Corona dalla Romania, Membro dell'Ordine della Corona dall'Italia e venne infine insignito dell'Ordine della Stella dall'Etiopia.
Nel 1918, divenne vicecommissario della Metropolitan Police Service di Londra: fu lui a nominare le prime donne poliziotto e a creare la prima unità di squadra mobile. Il 20 aprile 1920, venne nominato Commissario.
La sua carriera come Commissario fu però costellata di molti errori: curò poco i rapporti interni, prese decisioni amministrative sbagliate e non seppe dare la dovuta attenzione ai crescenti scandali di corruzione e condotta disdicevole dei suoi poliziotti, né seppe far fronte allo sciopero generale del 1926. Lasciò l'ufficio nel 1928, con la reputazione ai minimi.
Venne tuttavia insignito durante il suo servizio del titolo di Cavaliere Commendatore dell'Ordine del Bagno (1º gennaio 1921) e di Cavaliere di Gran Croce dell'Ordine dell'Impero Britannico (2 novembre 1928, poco prima del suo pensionamento).